# Randver
Randvér ou Randver est, selon le  Sögubrot et le  Hyndluljóð, le fils de Ráðbarðr le roi du Garðaríki et de Auðr Ívarsdóttir, la fille de  Ivar Vidfamne. Selon ces sources, Auðr est la mère de Harald Hildetand le demi-frère de Randver par un mariage précédent.

## Traditions contradictoires
La Hversu Noregr byggðist de son côté le présente comme le fils de Rorik Slyngebond (ou Hrœrekr slöngvanbaugi) et le frère de  Harald Hildetand.
Selon la Saga de Hervor et du roi Heidrekr  Randver et Harald Hildetand sont tous deux les fils de  Valdar et d'Alfhild, la fille de  Ivar Vidfamne. Cette saga raconte comment Ivar nomme Valdar roi de Danemark, à la mort duquel le successeur est Randver. Lorsque son frère Harald lui réclama le Götaland (ou Gotland selon les manuscrits), Randver s'enfuit hâtivement en Angleterre et laissa pour successeur en tant que roi de Danemark Sigurd Hring, avec probablement Harald comme vice-roi.
Randver aurait épousé une certaine Ingild, la fille d'un roi de Suède anonyme, dont il aurait eu son fils et successeur Sigurd Hring.